# Waldbach (Dimbach)
Der Waldbach ist ein Bach im Hohenlohekreis in Baden-Württemberg und ein rechter Nebenfluss des Dimbachs.

## Geographie

### Verlauf
Der Waldbach verläuft in Richtung Nordosten und vollständig auf dem Gebiet der Gemeinde Bretzfeld. Die Quelle liegt im Waldstück Sperbelhau, etwa 1500 m südlich des gleichnamigen Ortsteils Waldbach. Nachdem er noch vor dem Ort Waldbach zwei namenlose Bäche von links aufgenommen hat, mündet er kurz vor Rappach von rechts in den Dimbach, der kurz darauf in den Schwabbach mündet.

### Einzugsgebiet
Der Waldbach entwässert eine Fläche von etwa 6,2 km² nordostwärts zum Dimbach. Der kleinere Randteil davon im Bogen von Süden bis Westen gehört dem Unterraum Sulmer Bergebene des Naturraums Schwäbisch-Fränkische Waldberge an, hierin liegt an den Hängen des bewaldeten kleinen Berglands die Quelle des Waldbachs am Sperbelhau wie auch des größeren seiner beiden linken Zuflüsse im Sperbelhau. Der größere Teil des Einzugsgebietes rechnet aber zur Brettachbucht im Nachbar-Naturraum Hohenloher und Haller Ebene. Hier wird vor allem Feldbau betrieben, es finden sich aber auch Wein- und Obstbauflächen. Einziger Ort darin ist das Dorf Waldbach der Gemeinde Bretzfeld links am Mittellauf.
Der höchste Punkt liegen auf fast 313 m ü. NHN auf dem Gagernberg an der westlichen Wasserscheide. Reihum grenzen die Einzugsgebiete der folgenden Nachbargewässer an:
- im Nordwesten und Norden fließt, mit nur kurzen Zuflüssen von der Wasserscheide, der den Waldbach aufnehmende Dimbach, der über den Schwabbach die Brettach erreicht;
- im Nordosten grenzt kurz das Einzugsgebietes des Dimbach-Zuflusses Mühlengraben an, der von der Brettach abgeht, dann ist ganz kurz diese selbst das nächste Gewässer;
- vom Osten bis hinauf in den Süden führt der Eschelbach den Abfluss der Gegenseite zur Brettach;
- im Süden fließen zwei kleine Konkurrenten zum Michelbach, einem Sulm-Zufluss
- im Südwesten fließt das Seebächle etwas weiter abwärts zur Sulm
- im Nordwesten grenzt nur ganz kurz Einzugsgebiet des noch tieferen Sulm-Zuflusses Sülzbach an.

Alle Konkurrenten jenseits der Gesamtwasserscheide entwässern also, sei’s über die Brettach oder über die Sulm, zum Neckar.
In im Norden offenen, im Westen gebrochenen Ring liegt nahe der Wasserscheide ein teils breites Band von Gipskeuper (Grabfeld-Formation). In der mesozoischen geologischen Ablagerungsfolge überragen diesen im Westen noch zwei Hochflächen aus Schilfsandstein (Stuttgart-Formation). In den tieferen Lagen findet sich großflächig mit Lösssediment vermengte Fließerde, während einige Inseln aus unvermischtem Lösssediment die Hochflächen bedecken und andere auch in tieferen Lagen vorkommen.

### LUBW
Amtliche Online-Gewässerkarte mit passendem Ausschnitt und den hier benutzten Layern: Lauf und Einzugsgebiet des Waldbach

Allgemeiner Einstieg ohne Voreinstellungen und Layer: Daten- und Kartendienst der Landesanstalt für Umwelt Baden-Württemberg (LUBW) (Hinweise)
1. 1 2 3  Höhe nach dem Höhenlinienbild auf dem Hintergrundlayer Topographische Karte.
2. ↑  Länge nach dem Layer Gewässernetz (AWGN).
3. ↑  Einzugsgebiet abgemessen auf dem Hintergrundlayer Topographische Karte.

### Andere Belege
1. ↑  Ferdinand Ludwig Immanuel Dillenius: Beschreibung des Oberamts Weinsberg. 1. Auflage. Karl Aue, Stuttgart 1861, A2, S. 18 (Wikisource-Link [abgerufen am 7. Mai 2016]).
2. ↑  Wolf-Dieter Sick: Geographische Landesaufnahme: Die naturräumlichen Einheiten auf Blatt 162 Rothenburg o. d. Tauber. Bundesanstalt für Landeskunde, Bad Godesberg 1962. → Online-Karte (PDF; 4,7 MB)
3. ↑  Geologie nach den Layern unter Geologische Karte 1:50.000 auf: Mapserver des Landesamtes für Geologie, Rohstoffe und Bergbau (LGRB) (Hinweise)